# Luo (volk)

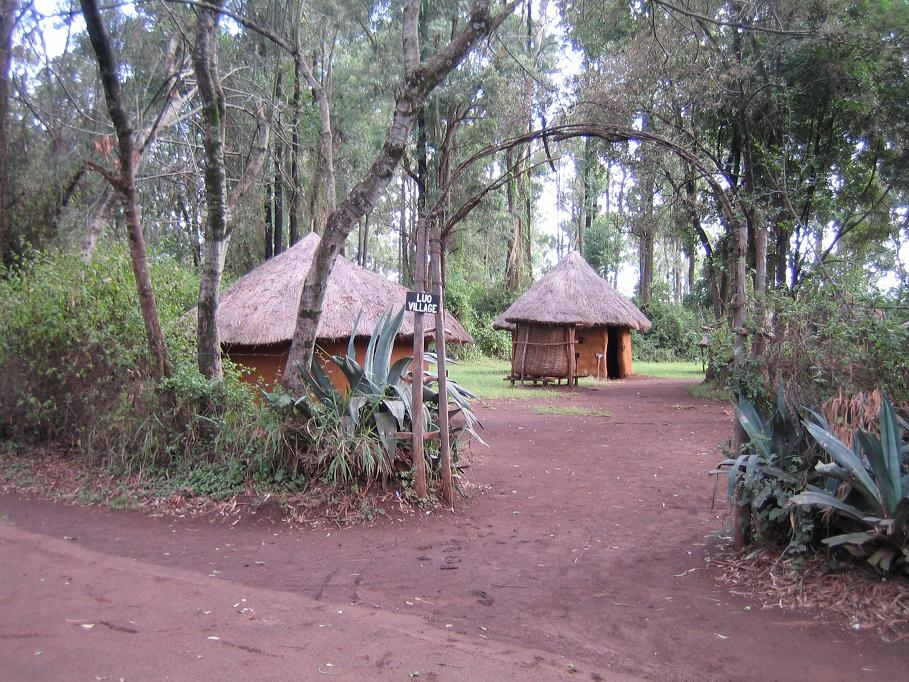
traditioneel Luodorp in het museum van Nairobi

De Luo, soms ook Jaluo, Joluo, Lwo of Kavirondo, is een etnische groep in het oosten van Oeganda, het noorden van Tanzania en vooral het westen van Kenia. In het verleden onder de Britse kolonialen stonden de Luo ook bekend onder de nu niet meer gebruikte naam, Nilotische Kavirondo (naar een oostelijke uitloper van het Victoriameer). De Luo zijn een onderdeel van een grotere etnisch-linguïstische groep, die ook bekend als de Luo, en in een groter gebied wonen; naast de hier eerder genoemde gebieden ook in Zuid-Soedan, het noordoosten van Congo en noorden van Oeganda.
De Luo is met dertien procent (13%) de op twee na grootste etnische groep van Kenia. Na de Kikuyu (22%) en de Luhya (14%). Ze wonen hoofdzakelijk in de provincie Nyanza, waar ze een grote meerderheid vormen en sinds de Britse kolonisatie ook in Nairobi. In 1994 werd het aantal Keniaanse Luo geschat op zo'n 3.185.000. Het aantal Tanzaniaanse Luo werd in 2001 op zo'n 280.000 geschat.
Ze spreken het Luo of Dholuo, een van de gelijknamige Luotalen. Deze nauw aan elkaar verwante Luotalen behoren tot de West-Nilotische tak van de Nilo-Saharaanse talen.
De Luo werken voornamelijk in de visserij. Buiten het kerngebied van de Luo worden de Luo door heel Oost-Afrika heen gevonden als vissers, kleinschalige boeren en stadsarbeiders.

## Trivia
- Barack Obama sr., de vader van Barack Obama die de 44ste president van de Verenigde Staten van Amerika is, was een Luo.
- Ook Lupita Nyong'o, Oscarwinnend actrice, is een Luo.
- Mike Origi, vader van voetballer Divock Origi (Rode Duivel en sinds 2014 onder contract bij Liverpool FC), is een Luo.